# Фон Нојманова архитектура
Израз фон Нојманова архитектура се односи на дизајн рачунара који користи јединствену структуру за складиштење у којој чува и инструкције, и податке. Израз фон Нојманова машина се може користити да опише такав рачунар.
Одвајање складиштења од процесорске јединице је у фон Нојмановој архитектури имплицитно.
Фон Нојманова архитектура је такође „референтни модел“ (најједноставнији и најчешће коришћен) за одређивање „секвенцијалних архитектура“ као супротности паралелних архитектура.

## Историја
Најраније рачунске машине су имале фиксне програме. Неки веома једноставни рачунари и данас користе овакав дизајн, било због једноставности, било у сврху обуке. На пример, стони калкулатор је (у принципу) рачунар са фиксним програмом. Он може да извршава просте математичке функције, али не може да се користи за обраду текста, или неку другу функцију. Како би се променио програм овакве машине, неопходно је преспајање жица, реструктурирање, или чак ре-дизајнирање машине. Најранији рачунари су у ствари више били „дизајнирани“ него што су били „програмирани“. Ако је „ре-програмирање“ и било могуће, оно је представљало физички посао са претходним планирањем и прављењем нацрта.
Концепт рачунара са ускладиштеним програмом је променио ову праксу. Стварањем скупа инструкција, и односом према израчунавањима као према серијама инструкција (рачунарски програм), рачунар постаје флексибилнији. Третирањем ових инструкција на исти начин као и осталих података, рачунар лако може да мења програм који извршава.
Изрази „фон Нојманова архитектура“ и „рачунар са ускладиштеним програмом“ се често користе синонимно. Међутим, Харвардска архитектура представља такође концепт дизајна, код кога се програм складишти на начин који га чини лако измењивим, али се не користи иста меморија као и за остале податке.